# Phil Sherman: Missione 10
Phil Sherman: Missione 10 (Secret Mission: Munich) è un libro di spionaggio dello scrittore Don Smith, pubblicato nel 1969 e, in Italia, edito dalla collana Arnoldo Mondadori Editore Segretissimo. Si tratta della decima avventura dell'agente segreto Phil Sherman.
Il libro è stato tradotto in danese e italiano.

## Trama
Phil Sherman, ormai giunto alla sua decima missione e forse la più difficile, è considerato il miglior agente della CIA. Per questo il Ministero del Tesoro statunitense e un agente dell'Interpol decidono di rivolgersi a lui per incaricargli un compito: localizzare una stamperia di dollari e di marchi falsi, dietro la quale si nasconde un individuo famigerato dal passato politico che può essere definito “nero”. A Phil viene affiancata una ragazza, agente del Ministero del Tesoro. Così i due partono per l'Europa Centrale finendo in Turingia, dove si trova il covo più pericoloso che il mondo abbia mai visto. Sherman riesce a trovare “nero” nel covo e ad ucciderlo casualmente.

## Edizioni in italiano
- Don Smith, Phil Sherman: missione 10, traduzione di Nuccia Agazzi, Segretissimo n. 425, Milano: A. Mondadori, 1972